# Westbrook (Minnesota)
Westbrook es una ciudad ubicada en el condado de Cottonwood en el estado estadounidense de Minnesota. En el Censo de 2010 tenía una población de 739 habitantes y una densidad poblacional de 367,69 personas por km².

## Geografía
Westbrook se encuentra ubicada en las coordenadas 44°2′34″N 95°26′12″O / 44.04278, -95.43667. Según la Oficina del Censo de los Estados Unidos, Westbrook tiene una superficie total de 2.01 km², de la cual 2.01 km² corresponden a tierra firme y (0%) 0 km² es agua.

## Demografía
Según el censo de 2010, había 739 personas residiendo en Westbrook. La densidad de población era de 367,69 hab./km². De los 739 habitantes, Westbrook estaba compuesto por el 97.7% blancos, el 0% eran afroamericanos, el 0.41% eran amerindios, el 0.95% eran asiáticos, el 0% eran isleños del Pacífico, el 0.68% eran de otras razas y el 0.27% pertenecían a dos o más razas. Del total de la población el 2.17% eran hispanos o latinos de cualquier raza.